# Tineke Strik

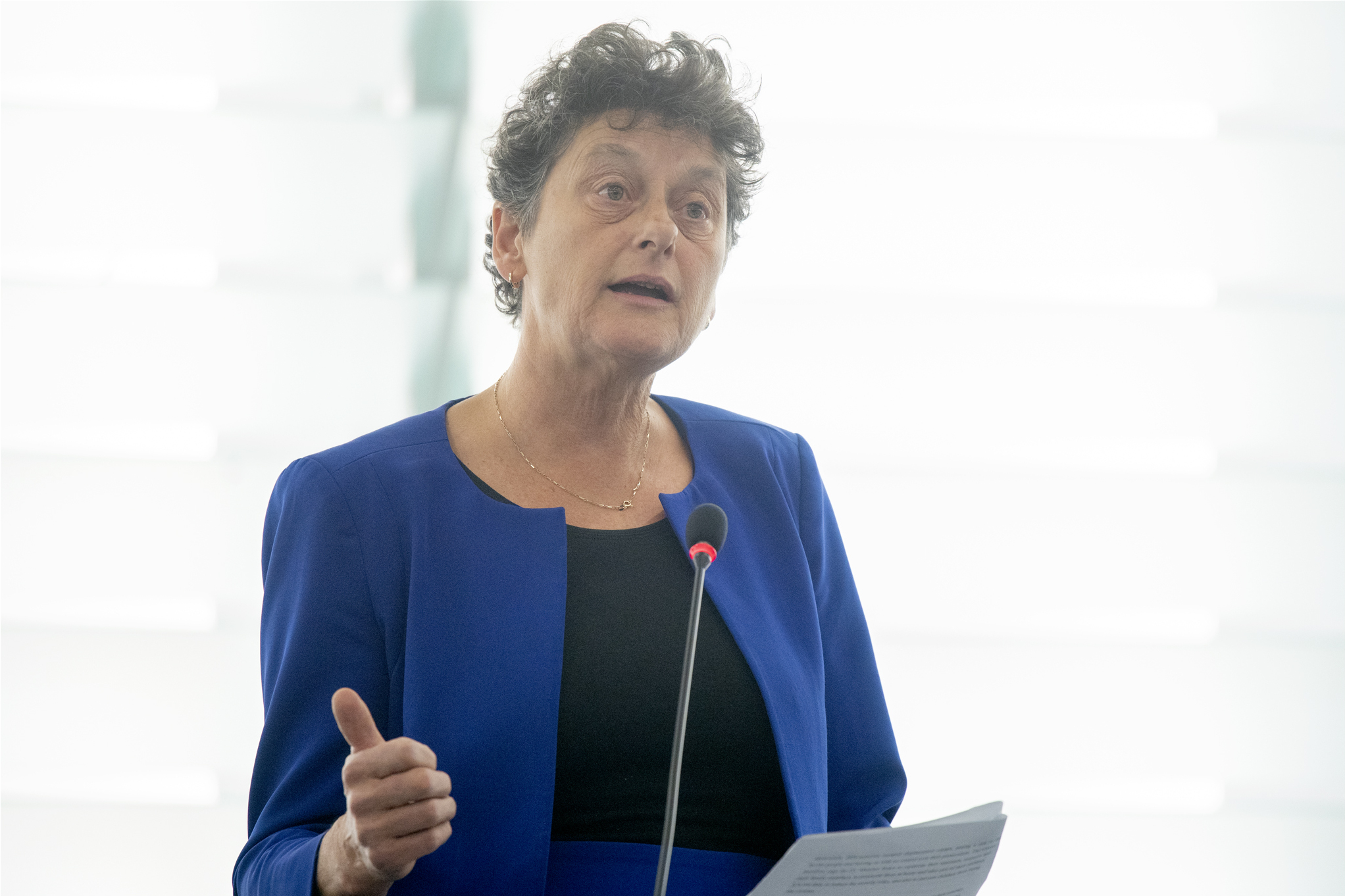
Tineke Strik (2019)

Martina Hermina Antonia Strik, besser bekannt als Tineke Strik (* 28. September 1961 in Alphen) ist eine niederländische Politikerin der GroenLinks. Von 2007 bis 2019 vertrat Strik GroenLinks in der Ersten Kammer der Generalstaaten. Bei der Europawahl 2019 gewann sie ein Mandat und ist seitdem Mitglied des neunten Europäischen Parlaments.

## Leben

### Ausbildung und berufliche Karriere
Von 1979 bis 1983 studierte Tineke Strik Sozialarbeit an der Akademie „Den Elzent“ in Eindhoven. Von 1981 bis 1985 arbeitete sie als Jugendarbeiterin im Kulturjugendzentrum „de Effenaar“ in Eindhoven. dem schloss von 1985 bis 1991 ein Studium des internationalen öffentlichen Rechts an der Katholischen Universität Nijmegen, parallel dazu studierte sie 1989 bis 1991 auch Türkisch.
Von 1990 bis 1993 arbeitete Strik als Rechtsanwaltsfachangestellte am Jugendberatungszentrum in Amsterdam. Sie ergänzte ihr vorheriges Studium 1994/95 um ein weiteres Studium der Rechtswissenschaften an der gleichen Universität. Darüber hinaus erwarb sie durch mehrere Kurse beim Roten Kreuz, Clingendael und an der Universität Utrecht Spezialisierungen auf verschiedene Rechtsgebieten, darunter Kriegsrecht, Europarecht und Verwaltungsrecht. Von 1993 bis 1996 arbeitete sie für den Niederländischen Flüchtlingsrat als Rechtsschutzberaterin. Anschließend war sie ein Jahr lang als Gerichtsschreiberin bei der Ausländerkammer des Landgerichts Zwolle tätig.
1997 wechselte sie in die Politik und wurde Mitglied von GroenLinks, war jedoch zunächst als Angestellte für die Partei tätig: Sie arbeitete als Justizpolitikerin in der Zweiten Kammer der Generalstaaten von GroenLinks. Von 2001 bis 2002 arbeitete sie als politische Koordinatorin im Justizministerium.

### Politische Karriere
Von 2002 bis 2006 war sie Stadträtin für soziale Angelegenheiten, einschließlich Jugendarbeit, Kultur und Minderheitenpolitik in Wageningen.
Insgesamt hatte sie verschiedene Positionen bei GroenLinks inne, vor allem im Bereich der strategischen und programmatischen Arbeit der grünlinken Partei: Sie war unter anderem Mitglied der strategischen Beratung des Partei, war als Beraterin lokaler und nationaler Politiker tätig, und von 2005 bis 2006 war Strik Mitglied des Programmausschusses für das Wahlprogramm von GroenLinks. 2008 war sie Mitglied des Europawahlprogrammkomitees von GroenLinks, 2012 war sie Mitglied des Ausschusses, der das Programm für den Unterhauswahlkampf schrieb, und 2013 war sie Vorsitzende des Europawahlprogrammkomitees.
Seit 2007 ist Strik Mitglied der niederländischen Ersten Kammer der Generalstaaten (auch Senat genannt). Für ihre Partei war sie dort Sprecherin für Justiz, europäische Angelegenheiten, soziale Angelegenheiten und auswärtige Angelegenheiten. Als Senatorin war Strik Mitglied der Parlamentarischen Versammlung des Europarates.
2008 gab Strik ihre Kandidatur für die Europawahlliste von GroenLinks bekannt, konnte sich jedoch bei der Wahl um den Listenplatz nicht gegen Judith Sargentini durchsetzen.
Im Jahr 2011 wurde sie für die Senatswahlliste von GroenLinks auf den zweiten Platz gewählt. Vier Jahre später führte sie die Wahlliste von GroenLinks an. In der Legislatur 2015–2019 übernahm sie den Fraktionsvorsitz der Partei im Senat. Zum Ende der Legislatur gab sie bekannt nicht erneut für den Senat kandidieren zu wollen und versuchte stattdessen erneut einen Platz auf der Wahlliste der Partei für die Europawahl 2019 zu gewinnen. Die Delegierten wählten sie auf den zweiten Platz hinter Spitzenkandidat Bas Eickhout. Bei der Wahl gewann GroenLinks deutlich an Stimmen und damit drei der 26 niederländischen Mandate. Sie zusammen mit ihren beiden gewählten Kolleginnen der Fraktion Die Grünen/EFA bei. Für die Fraktion ist sie Mitglied im Ausschuss für bürgerliche Freiheiten, Justiz und Inneres, sowie stellvertretendes Mitglied im Ausschuss für auswärtige Angelegenheiten und Unterausschuss Menschenrechte.

### Privat
Strik wohnt in Oosterbeek, Provinz Gelderland.